# Campionati italiani assoluti di atletica leggera indoor
I Campionati italiani assoluti di atletica leggera indoor sono la versione invernale dei Campionati italiani assoluti di atletica leggera e si disputano annualmente nel mese di febbraio o marzo, a partire dal 1970. I titoli assegnati riguardano le specialità indoor, sono quindi esclusi dalla competizione 3000 metri siepi e i lanci lunghi (lancio del disco, lancio del giavellotto, lancio del martello), mentre altre gare sono adattate alle esigenze di un impianto al coperto.

## Edizioni
| Anno | Città   | Periodo        | Sede          |
| ---- | ------- | -------------- | ------------- |
| 1970 | Genova  | 21-22 marzo    |               |
| 1971 | Genova  | 23-24 febbraio |               |
| 1972 | Genova  | 22-23 febbraio |               |
| 1973 | Genova  | 20-21 febbraio |               |
| 1974 | Genova  | 26-27 febbraio |               |
| 1975 | Genova  | 18-19 febbraio |               |
| 1976 | Milano  | 10-11 febbraio |               |
| 1977 | Milano  | 23-24 febbraio |               |
| 1978 | Milano  | 22-23 febbraio |               |
| 1979 | Genova  | 14-15 febbraio |               |
| 1980 | Milano  | 19-20 febbraio |               |
| 1981 | Genova  | 10-11 febbraio |               |
| 1982 | Torino  | 9-10 febbraio  |               |
| 1983 | Torino  | 22-23 febbraio |               |
| 1984 | Torino  | 22-23 febbraio |               |
| 1985 | Torino  | 20-21 febbraio |               |
| 1986 | Genova  | 5-6 febbraio   |               |
| 1987 | Torino  | 11-12 febbraio |               |
| 1988 | Firenze | 23-24 febbraio |               |
| 1989 | Torino  | 11 febbraio    |               |
| 1990 | Torino  | 21 febbraio    |               |
| 1991 | Genova  | 20 febbraio    |               |
| 1992 | Genova  | 14-15 febbraio |               |
| 1993 | Genova  | 14 febbraio    |               |
| 1994 | Genova  | 12 febbraio    |               |
| 1995 | Genova  | 26 febbraio    |               |
| 1996 | Torino  | 24-25 febbraio |               |
| 1997 | Genova  | 22-23 febbraio |               |
| 1998 | Genova  | 7-8 febbraio   |               |
| 1999 | Genova  | 20-21 febbraio |               |
| 2000 | Genova  | 12-13 febbraio |               |
| 2001 | Torino  | 24-25 febbraio |               |
| 2002 | Genova  | 16-17 febbraio |               |
| 2003 | Genova  | 1-2 marzo      |               |
| 2004 | Genova  | 21-22 febbraio |               |
| 2005 | Ancona  | 19-20 febbraio | Palaindoor    |
| 2006 | Ancona  | 18-19 febbraio | Palaindoor    |
| 2007 | Ancona  | 17-18 febbraio | Palaindoor    |
| 2008 | Genova  | 23-24 febbraio |               |
| 2009 | Torino  | 21-22 febbraio | Oval Lingotto |
| 2010 | Ancona  | 27-28 febbraio | Palaindoor    |
| 2011 | Ancona  | 19-20 febbraio | Palaindoor    |
| 2012 | Ancona  | 25-26 febbraio | Palaindoor    |
| 2013 | Ancona  | 16-17 febbraio | Palaindoor    |
| 2014 | Ancona  | 22-23 febbraio | Palaindoor    |
| 2015 | Padova  | 21-22 febbraio | Palaindoor    |
| 2016 | Ancona  | 5-6 marzo      | Palaindoor    |
| 2017 | Ancona  | 18-19 febbraio | Palaindoor    |
| 2018 | Ancona  | 16-18 febbraio | Palaindoor    |
| 2019 | Ancona  | 15-17 febbraio | Palaindoor    |
| 2020 | Ancona  | 22-23 febbraio | Palaindoor    |
| 2021 | Ancona  | 20-21 febbraio | Palaindoor    |
| 2022 | Ancona  | 26-27 febbraio | Palaindoor    |
| 2023 | Ancona  | 18-19 febbraio | Palaindoor    |
| 2024 | Ancona  | 17-18 febbraio | PalaCasali    |
| 2025 | Ancona  | 22-23 febbraio | PalaCasali    |

## Albo d'oro
Nei paragrafi seguenti, in grassetto sono indicate le gare ancora in programma ai campionati italiani assoluti di atletica leggera indoor.

### Uomini

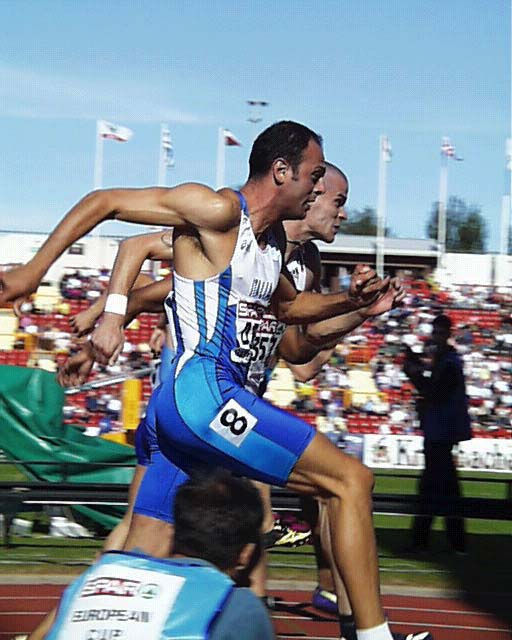
Emiliano Pizzoli, sei volte campione italiano indoor dei 60 m ostacoli

#### Velocità e ostacoli
Nella storia dei campionati italiani assoluti di atletica leggera, le gare di velocità hanno compreso i 60 metri piani, che nella sola edizione del 1988 furono corsi sulla distanza di 60 iarde, i 200 metri piani e i 400 metri piani. Ad eccezione dei 200 metri, svoltisi per l'ultima volta nel 2005, queste distanze sono ancora comprese ne programma dei campionati. La gara di ostacoli che dal 1970 è parte dei campionati italiani di atletica leggera indoor è quella corsa sui 60 metri.
Tra i campioni italiani indoor che si sono susseguiti negli anni in queste discipline, i più titolati sono stati i seguenti:
- 60 metri piani, con 5 titoli vinti: Antonio Ullo (nel 1984, 1986, 1988, 1989, 1990)
- 200 metri piani, con 4 titoli vinti: Carlo Occhiena (nel 1990, 1993, 1998, 1999)
- 400 metri piani, con 5 titoli vinti: Ashraf Saber (nel 1995, 1996, 1998, 2001, 2002)
- 60 metri ostacoli, con 6 titoli vinti: Emiliano Pizzoli (dal 1999 al 2004 e nel 2007)

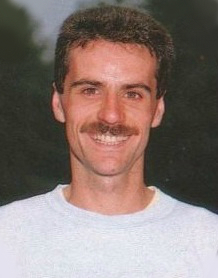
Alberto Cova, vincitore di tre titoli nei 3000 m piani

#### Mezzofondo e marcia
Le gare di mezzofondo sono, sin dalla prima edizione dei campionati, 800, 1500 e 3000 metri piani. Le gare di marcia si sono invece disputate su tre diverse distanze: 2000 metri nel 1970 e 1971, 3000 metri dal 1972 al 1979 e nel 1981, mentre nel 1980 e dal 1982 ad oggi si disputa la gara dei 3000 metri di marcia.
Tra i campioni italiani indoor che si sono susseguiti negli anni in queste discipline, i più titolati sono stati i seguenti:
- 800 metri piani, con 5 titoli vinti: Giordano Benedetti (dal 2010 al 2014)
- 1500 metri piani, con 4 titoli vinti: Christian Obrist (nel 2001, 2006, 2008, 2009)
- 3000 metri piani, con 3 titoli vinti: Alberto Cova (nel 1981, 1982, 1984), Stefano Mei (nel 1985, 1986, 1989), Gennaro Di Napoli (nel 1997, 1999, 2000), Abdellah Haidane (nel 2013, 2014, 2015)
- Marcia 2000 metri, con 2 titoli vinti: Vittorio Visini (nel 1970, 1971)
- Marcia 3000 metri, con 6 titoli vinti: Vittorio Visini (dal 1972 al 1976 e nel 1978)
- Marcia 5000 metri, con 10 titoli vinti: Giovanni De Benedictis (dal 1988 al 1994 e nel 1996, 1997, 1998)

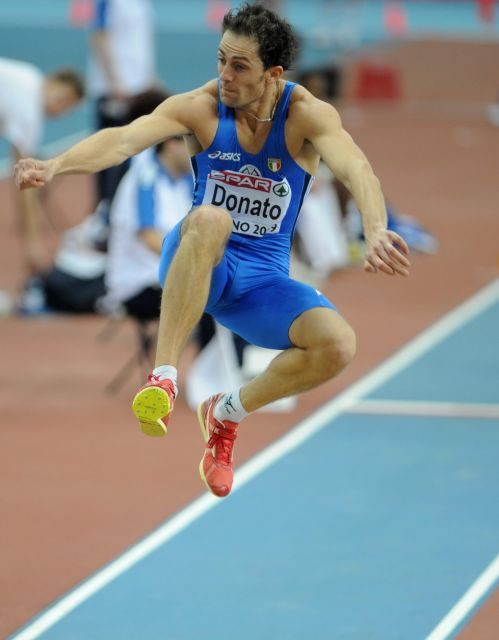
Fabrizio Donato, undici volte campione italiano indoor del salto triplo

#### Concorsi
Tutti i concorsi presenti oggi nel programma dei campionati italiani assoluti di atletica leggera indoor (salto in alto, salto con l'asta, salto in lungo, salto triplo e getto del peso) furono introdotti nella prima edizione del 1970.
Tra i campioni italiani indoor che si sono susseguiti negli anni in queste discipline, i più titolati sono stati i seguenti:
- Salto in alto, con 5 titoli vinti: Nicola Ciotti (nel 2002, 2005, 2006, 2009, 2011)
- Salto con l'asta, con 6 titoli vinti: Giorgio Piantella (nel 2005, 2007, 2009, 2010, 2011, 2013)
- Salto in lungo, con 5 titoli vinti: Giovanni Evangelisti (1982, 1984, 1987, 1992, 1994) e Stefano Tremigliozzi (2009, 2010, 2013, 2014, 2016)
- Salto triplo, con 12 titoli vinti: Fabrizio Donato (1998, 1999, dal 2001 al 2004, dal 2006 al 2010 e 2018)
- Getto del peso, con 14 titoli vinti: Paolo Dal Soglio (1993, 1994, dal 1996 al 2004, 2008, 2009, 2012)

#### Prove multiple
Le prove multiple sono state introdotte nel programma dei campionati italiani al coperto nel 1973, ma il programma delle competizioni è stato diverso nelle diverse edizioni. Nel 1973 il pentathlon comprendeva 60 metri ostacoli, salto in lungo, salto con l'asta, getto del peso e 200 metri piani; dal 1974 al 1979 i 200 metri piani furono rimpiazzati dai 1000 metri. Quella del 1988 fu l'unica edizione in cui si disputò la gara dell'octathlon con 60 metri ostacoli, salto in lungo, getto del peso, 400 metri piani, 60 metri piani, salto in alto, salto con l'asta e 1000 metri. In tutte le altre edizioni, e fino ad oggi, è presente l'eptathlon con 60 metri piani, salto in lungo, getto del peso, salto in alto, 60 metri ostacoli, salto con l'asta e 1000 metri. Dal 1981 è in vigore la tabella internazionale per i punteggi, che ha sostituito quella italiana in uso fino al 1990.
Tra i campioni italiani indoor che si sono susseguiti negli anni in queste discipline, i più titolati sono stati i seguenti:
- Pentathlon, con 5 titoli vinti: Gianni Modena (dal 1973 al 1977; nel 1983 vinse la gara dell'eptathlon)
- Eptathlon, con 5 titoli vinti: Luciano Asta (1991, 1993, 1994, 1995, 2000)
- Octathlon, con 1 titolo vinto: Gianni Iapichino (nel 1988)

#### Staffette
Sin dal 1970 le staffette hanno fatto parte del programma dei campionati. Nella prima edizione si disputò la staffetta 3×1-2-3 giri; nel 1971 si corsero due staffette (3×1 giro e 3×2 giri), mentre nel 1972 e 1973 le staffette 3×2 giri e 3×4 giri. Dal 1974 fu introdotta la staffetta 4×2 giri, che dal 1998 al 2018 fu sostituita con la staffetta 4×1 giro.
Tra i campioni italiani indoor che si sono susseguiti negli anni in queste discipline, i più titolati sono stati i seguenti (si riportano sia le società che i singoli atleti):
- Staffetta 3×1-2-3 giri, con 1 titolo vinto: Lilion SNIA Varedo (nel 1970), con Ennio Preatoni, Furio Fusi e Claudio Trachelio
- Staffetta 3×1 giro, con 1 titolo vinto: ASSI Giglio Rosso (nel 1971), con Gabriele Rosi, Marco Petranelli e P. Fabbri
- Staffetta 3×2 giri, con 1 titolo vinto: Gruppi Sportivi Fiamme Gialle (nel 1971), CUS Torino (nel 1972) e FIAT Torino (nel 1973)
- Staffetta 3×4 giri, con 1 titolo vinto: Alco Rieti (1972) e Centro Sportivo Carabinieri (nel 1973)
- Staffetta 4×2 giri, con 3 titoli vinti: Gruppo Sportivo Fiamme Oro (nel 1975, 1978, 1984) e Gruppi Sportivi Fiamme Gialle (nel 1974, 1976, 2019)
- Staffetta 4×1 giro, con 9 titoli vinti: Gruppi Sportivi Fiamme Gialle (nel 1998, 2003, 2004 e dal 2012 al 2015, 2017, 2018)

### Donne

Carla Tuzzi, nove volte campionessa italiana indoor nei 60 m ostacoli

#### Velocità e ostacoli
Dal 1970 ad oggi ai campionati italiani di atletica leggera indoor le gare femminili di velocità sono i 60 metri piani e i 400 metri piani. Dal 1971 al 2005 furono inseriti nel programma della manifestazione anche i 200 metri piani. I 60 metri ostacoli sono presenti sin dalla prima edizione del 1970.
Tra le campionesse italiane indoor che si sono susseguiti negli anni in queste discipline, le più titolate sono state le seguenti:
- 60 metri piani, con 7 titoli vinti: Manuela Levorato (nel 1998, 1999, 2000, 2002, 2003, 2004, 2011)
- 200 metri piani, con 4 titoli vinti: Daniela Ferrian (nel 1985, 1987, 1991, 1993)
- 400 metri piani, con 6 titoli vinti: Erica Rossi (nel 1980, 1981, 1984, 1985, 1986, 1988)
- 60 metri ostacoli, con 9 titoli vinti: Carla Tuzzi (dal 1988 al 1991 e dal 1993 al 1997)

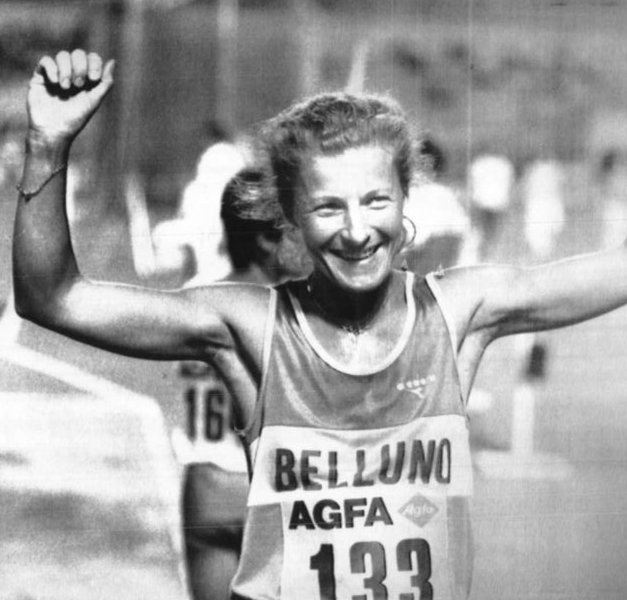
Agnese Possamai, vincitrice di 5 titoli italiani indoor nei 1500 m piani

#### Mezzofondo e marcia
Le gare femminili di mezzofondo ai campionati italiani indoor presenti sin dalla prima edizione della manifestazione sono gli 800 e i 1500 metri piani; i 3000 metri piani furono introdotti nel 1982. La gara di marcia fece la sua prima apparizione nel 1981 e da allora è sempre stata parte del programma dei campionati sulla distanza dei 3000 metri (con l'eccezione del 1995, quando tale gara non fu disputata).
Tra le campionesse italiane indoor che si sono susseguiti negli anni in queste discipline, le più titolate sono state le seguenti:
- 800 metri piani, con 7 titoli vinti: Elisa Cusma (dal 2007 al 2010 e nel 2012, 2013, 2015)
- 1500 metri piani, con 5 titoli vinti: Agnese Possamai (nel 1979, 1980, 1981, 1984, 1986)
- 3000 metri piani, con 7 titoli vinti: Silvia Weissteiner (dal 2005 al 2008 e nel 2011, 2012, 2013)
- Marcia 3000 metri, con 7 titoli vinti: Giuliana Salce (dal 1981 al 1987)

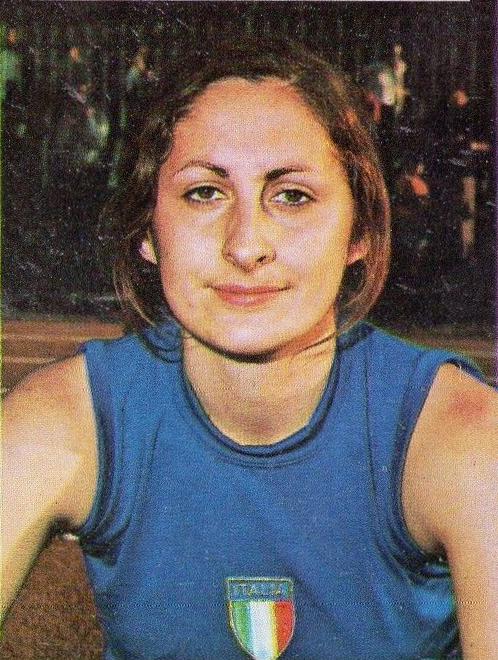
Sara Simeoni, 10 volte campionessa italiana indoor del salto in alto

#### Concorsi
Ai campionati italiani indoor i concorsi presenti nel programma sin dal 1970 sono salto in alto, salto in lungo e getto del peso. Il salto triplo fu introdotto nel 1991, mentre il salto con l'asta nel 1995.
Tra le campionesse italiane indoor che si sono susseguiti negli anni in queste discipline, le più titolate sono state le seguenti:
- Salto in alto, con 10 titoli vinti: Sara Simeoni (nel 1970, 1971, 1973, 1974, 1975, 1977, 1978, 1980, 1981, 1986)
- Salto con l'asta, con 5 titoli vinti: Francesca Dolcini (dal 1998 al 2002), Roberta Bruni (nel 2013, 2015, 2018, 2021, 2023)
- Salto in lungo, con 5 titoli vinti: Antonella Capriotti (nel 1987, 1988, 1992, 1993, 1996)
- Salto triplo, con 7 titoli vinti: Simona La Mantia (nel 2004, 2006, 2011, 2012, 2013, 2014, 2016)
- Getto del peso, con 12 titoli vinti: Chiara Rosa (nel 2006, 2008, 2011 e dal 2013 al 2021)

#### Prove multiple
Nel 1973 fu introdotto il pentathlon nel programma dei campionati. Dal 1973 al 1975 in programma della competizione comprendeva 60 metri ostacoli, salto in alto, getto del peso, salto in lungo e 200 metri piani. Dal 1976 al 1988 i 600 metri piani sostituirono i 200, con l'eccezione delle edizioni 1979, 1984, 1985 e 1986. In tutte le altre edizioni il programma del pentathlon, presente ancora oggi, comprende 60 metri ostacoli, salto in alto, getto del peso, salto in lungo e 800 metri piani. Dal 1981 è in vigore la tabella internazionale dei punteggi che ha sostituito quella italiana in uso fino al 1990.
Tra le campionesse italiane indoor che si sono susseguiti negli anni in queste discipline, le più titolate sono state le seguenti:
- Pentathlon, con 5 titoli vinti: Claudia Del Fabbro (nel 1985, 1986, 1987, 1990, 1993)

#### Staffette
Per quanto riguarda le staffette, nel 1970 si disputò la 3×3-2-1 giro, mentre dal 1971 al 1973 fecero parte del programma le staffette 3×1 e 3×2 giri. Dal 1974 fu introdotta la staffetta 4×2 giri, che dal 1998 al 2018 fu sostituita con la staffetta 4×1 giro.
Tra le campionesse italiane indoor che si sono susseguiti negli anni in queste discipline, le più titolate sono state le seguenti:
- Staffetta 3×2×1 giro, con 1 titolo vinto: Snia Libertas Torino (nel 1970, con Franca Di Meglio, T. Salasco e Bruna Lovisolo)
- Staffetta 3×1 giro, con 2 titoli vinti: Libertas San Saba Roma (nel 1972 e 1973, con Antonella Battaglia, Luigina Tonelli e Laura Nappi)
- Staffetta 3×2 giri, con 1 titolo vinto: Snia Libertas Torino (nel 1971), Fiat Torino (nel 1972) e Alco Torino (nel 1973)
- Staffetta 4×2 giri, con 3 titoli vinti: SNIA Milano (nel 1975, 1976 e 1980) e Centro Sportivo Esercito (2019, 2020, 2021)
- Staffetta 4×1 giro, con 8 titoli vinti: Gruppo Sportivo Forestale (nel 2003, 2004, 2006, 2007, 2009, 2010, 2012, 2014)